# 비밀 (2006년 영화)
비밀(The Secret)은 론다 번이 2006년 제작한 영화이며, 책이다. 여기서 비밀이란 끌어당김의 법칙을 말한다.
즉, 비밀은 성공학에 관한 책이자 영화인 것이다.
비밀은 전 세계적으로 큰 인기를 얻고 있으며, 세계 최대 도서사이트들의 베스트셀러 기록을 깨기도 했다.
영화 비밀은 2006년 개봉되었고, 개봉되자 마자 큰 흥행을 불러 일으켰다. 영화 비밀에서는 제작자 론다 번이 직접 찾아낸 끌어당김의 법칙을 알고 있었던 사람들이 번갈아가며 나와서 끌어당김의 법칙에 대해 이야기하는 식으로 진행이 된다. 비밀에 출연한 사람들 중에는 밥 프록터, 잭 캔필드, 모리스 굿멘과 같은 유명인들이 많이 있다. 그들의 대화와, 사이사이 영상들을 첨가해서, 약 90분의 영화가 완성되었다. 영화 비밀은 DVD로 제작된 후로도 많은 소득을 올렸고, 지금까지도 큰 인기를 얻고 있다.

## 같이 보기
- 공정한 세상 가설
- 주술적 사고
- 긍정적인 정신 상태
- 피그말리온 효과